# Bomolocha scutellaris
Bomolocha scutellaris là một loài bướm đêm trong họ Erebidae.